# Weeekly
Weeekly (hangeul : 위클리) est un girl group sud-coréen formé par IST Entertainment en 2020. Le groupe est composé de six membres : Soojin, Monday, Soeun, Jaehee, Jihan et Zoa. Originellement composé de sept membres, Jiyoon quitte le groupe en juin 2022 pour des raisons de santé. Chaque membre représente une planète et un jour de la semaine. Le groupe est principalement connu pour son titre After School.
Fin février 2025, IST Entertainment annonce mettre fin aux contrats exclusifs des membres du groupe après quatre ans et demi d'activité.

## Histoire
Le 8 mai 2020, Play M Entertainment annonce lancer en juin son deuxième girl group après Apink. Trois jours plus tard, le nom du groupe et les membres sont révélés. Le 12 juin 2020, le premier EP du groupe est annoncé avec une sortie pour le 30 juin 2020.
Le 30 juin 2020, le premier EP du groupe We are sort avec Tag Me (@Me) pour single principale. Jiyoon aura notamment participé à l'écriture et à la composition des chansons Weeekly Day et Reality de cet EP.
Le 8 septembre 2020, une source de Play M Entertainment annonce que Weeekly préparerait leur prochain album pour octobre. Le 21 septembre 2020, une annonce est faite concernant le prochaine EP de Weeekly. Il s'intitule We can et sortira le 13 octobre 2020. Ici encore, Jiyoon a participé à l'écriture et à la composition de deux chansons de cet EP : My Earth et Weeekly.
Le 22 février 2021, la chaîne d'information locale Sport TV News a révélé que Weeekly préparerait la sortie de leur prochaine album pour mars. Plus tard, Play M Entertainment annoncera sur les réseaux sociaux que le troisième EP de Weeekly s'intitule We play et sortira le 17 mars 2021. Avec la sortie de ce nouvel EP s'accompagne After School comme single principle et Lucky, écrit et composé une nouvelle fois par Jiyoon.
Le 28 mai 2021, le groupe sort un single digitale en collaboration avec la marque d'optique Davich s'intitulant 7days Tension.
Le 1er juin 2022, IST Entertainment annonce qu'après plusieurs périodes de pause, Shin Jiyoon a pris la décision de quitter le groupe pour des raisons de santé.
Le 24 avril 2023, il a été confirmé que certains membres de Weekly participeraient à la nouvelle émission de Mnet, Queendom Puzzle, qui a débuté en juin 2023. Finalement, Jihan a terminé à la 10ème place, Zoa à la 19ème place, Soo-jin à la 21ème place et Park So-eun à la 23ème place.
Le 1er novembre 2023, le groupe a sorti son cinquième EP, ColoRise, ainsi que le clip de la chanson principale Vroom Vroom.
Le 25 janvier 2024, Weeekly sort le single Stranger.
Le 9 juillet 2024, le groupe sort son 6ème EP intitulé Bliss.

## Membres
| Nom de scène | Nom de scène | Nom de naissance | Nom de naissance | Date de naissance | Nationalité  | Positions                                                                                |
| Romanisé     | Coréen       | Romanisé         | Coréen           | Date de naissance | Nationalité  | Positions                                                                                |
| ------------ | ------------ | ---------------- | ---------------- | ----------------- | ------------ | ---------------------------------------------------------------------------------------- |
| Soojin       | 수진         | Lee Soo-jin      | 이수진           | 12 décembre 2001  | Sud-coréenne | Leader, danseuse principale, chanteuse, rappeuse, visuelle, centre, unnie (la plus âgée) |
| Monday       | 먼데이       | Kim Ji-min       | 김지민           | 10 mai 2002       | Sud-coréenne | Chanteuse principale, danseuse principale                                                |
| Soeun        | 소은         | Park So-eun      | 박소은           | 26 octobre 2002   | Sud-coréenne | Danseuse principale, chanteuse secondaire, centre                                        |
| Jaehee       | 재희         | Lee Jae-hee      | 이재희           | 18 mars 2004      | Sud-coréenne | Rappeuse secondaire, chanteuse                                                           |
| Jihan        | 지한         | Han Ji-hyo       | 한지효           | 12 juillet 2004   | Sud-coréenne | Chanteuse secondaire, visuelle                                                           |
| Zoa          | 조아         | Jo Hye-won       | 조혜원           | 31 mai 2005       | Sud-coréenne | Rappeuse principale, chanteuse, visuelle, maknae (la plus jeune)                         |

### Ancien membre
| Nom          | Nom    | Date de naissance | Nationalité  | Position                       | Date de départ |
| Romanisé     | Coréen | Date de naissance | Nationalité  | Position                       | Date de départ |
| ------------ | ------ | ----------------- | ------------ | ------------------------------ | -------------- |
| Shin Ji-yoon | 신지윤 | 2 mars 2002       | Sud-coréenne | Chanteuse secondaire, rappeuse | 1er juin 2022  |

## Discographie
| Année | Titre               | Détails                                                           | Classements | Ventes               |
| Année | Titre               | Détails                                                           | COR         | Ventes               |
| ----- | ------------------- | ----------------------------------------------------------------- | ----------- | -------------------- |
| 2020  | We Are              | - Date de sortie : 30 juin 2020 - Label : Play M Entertainment    | 16          | COR : plus de 21 000 |
| 2020  | We Can              | - Date de sortie : 13 octobre 2020 - Label : Play M Entertainment | 10          | COR : plus de 26 000 |
| 2021  | We Play             | - Date de sortie : 17 mars 2021 - Label : Play M Entertainment    | 10          | COR : plus de 42 000 |
| 2021  | Play Game : Holiday | - Date de sortie : 4 août 2021 - Label : Play M Entertainment     | 4           | COR : plus de 46 000 |
| 2022  | Play Game : Awake   | - Date de sortie : 7 mars 2022 - Label : IST Entertainment        | 4           | COR : plus de 83 000 |
| 2023  | ColoRise            | - Date de sortie : 1er novembre 2023 - Label : IST Entertainment  | 8           | COR : plus de 70 000 |
| 2024  | Bliss               | - Date de sortie : 9 juillet 2024 - Label : IST Entertainment     | 14          | COR : plus de 25 000 |

### Singles
| Année                                                            | Titre                      | Classements | Classements | Album               |
| Année                                                            | Titre                      | COR         | USA World   | Album               |
| ---------------------------------------------------------------- | -------------------------- | ----------- | ----------- | ------------------- |
| 2020                                                             | Tag Me (@Me)               | —           | —           | We Are              |
| 2020                                                             | Zig Zag                    | —           | —           | We Can              |
| 2021                                                             | After School               | 155         | 21          | We Play             |
| 2021                                                             | 7Days Tension              | —           | —           | Hors album          |
| 2021                                                             | Holiday Party              | —           | —           | Play Game : Holiday |
| 2022                                                             | Ven para                   | —           | —           | Play Game : Awake   |
| 2023                                                             | Good Day (Special Daileee) | —           | —           | Hors album          |
| 2023                                                             | Vroom Vroom                | —           | —           | ColoRise            |
| 2024                                                             | Stranger                   | —           | —           | Hors album          |
| 2024                                                             | Lights On                  | —           | —           | Bliss               |
| "—" signifie que le titre ne s'est pas classé dans cette région. |                            |             |             |                     |

## Récompenses et nominations

### Mnet Asian Music Awards
| Année | Catégorie                  | Travail nommé | Résultat   | Réf.   |
| ----- | -------------------------- | ------------- | ---------- | ------ |
| 2020  | Best New Female Artist     | Weeekly       | Lauréat    | [ 29 ] |
| 2020  | Artist of the Year         | Weeekly       | Nomination | [ 29 ] |
| 2020  | Worldwide Icon of the Year | Weeekly       | Nomination | [ 29 ] |

### Melon Music Awards
| Année | Catégorie                       | Travail nommé | Résultat | Réf.   |
| ----- | ------------------------------- | ------------- | -------- | ------ |
| 2020  | New Artist of the Year - Female | Weeekly       | Lauréat  | [ 30 ] |

### The Fact Music Awards
| Année | Catégorie                  | Travail nommé | Résultat   | Réf.   |
| ----- | -------------------------- | ------------- | ---------- | ------ |
| 2020  | Next Leader Award          | Weeekly       | Lauréat    | [ 31 ] |
| 2020  | TMA Popularity Award       | Weeekly       | Nomination | [ 31 ] |
| 2021  | Global Hottest Award       | Weeekly       | Lauréat    | [ 32 ] |
| 2021  | Fan N Star Choice (Artist) | Weeekly       | Nomination | [ 33 ] |

### Korea First Brand Awards
| Année | Catégorie                     | Travail nommé | Résultat   | Réf.   |
| ----- | ----------------------------- | ------------- | ---------- | ------ |
| 2021  | Rookie Female Idol Award      | Weeekly       | Lauréat    | [ 34 ] |
| 2022  | Female Idol Rising Star Award | Weeekly       | Nomination | [ 35 ] |

### Seoul Music Awards
| Année | Catégorie               | Travail nommé | Résultat   | Réf.   |
| ----- | ----------------------- | ------------- | ---------- | ------ |
| 2021  | Rookie of the Year      | Weeekly       | Nomination | [ 36 ] |
| 2021  | K-wave Popularity Award | Weeekly       | Nomination | [ 36 ] |
| 2021  | Popularity Award        | Weeekly       | Nomination | [ 36 ] |

### Brand of the Year Awards
| Année | Catégorie               | Travail nommé | Résultat | Réf.   |
| ----- | ----------------------- | ------------- | -------- | ------ |
| 2020  | Rookie Female Idol      | Weeekly       | Lauréat  | [ 37 ] |
| 2021  | Rising Star Female Idol | Weeekly       | Lauréat  | [ 38 ] |

### Asian Artist Awards
| Année | Catégorie                                      | Travail nommé | Résultat   | Réf.   |
| ----- | ---------------------------------------------- | ------------- | ---------- | ------ |
| 2021  | RET Popularity Award – Singer (Female)         | Weekly        | Nomination | [ 39 ] |
| 2021  | U+Idol Live Popularity Award – Singer (Female) | Weekly        | Nomination | [ 40 ] |
| 2021  | New Wave Singer Award                          | Weekly        | Lauréat    | [ 41 ] |
| 2022  | Idolplus Popularity Award – Singer             | Weekly        | Nomination | [ 42 ] |
| 2022  | DCM Popularity Award – Singer (Female)         | Weekly        | Nomination | [ 43 ] |

### Brand of the Year Awards
| Année | Catégorie                     | Travail nommé | Résultat | Réf.   |
| ----- | ----------------------------- | ------------- | -------- | ------ |
| 2020  | Best Rookie Female Idol Award | Weekly        | Lauréat  | [ 44 ] |
| 2021  | Rising Star Female Idol       | Weekly        | Lauréat  | [ 45 ] |

### Korea Culture Entertainment Awards
| Année | Catégorie        | Travail nommé | Résultat | Réf.   |
| ----- | ---------------- | ------------- | -------- | ------ |
| 2021  | K-Pop Star Award | Weekly        | Lauréat  | [ 46 ] |
| 2022  | K-Pop Star Award | Weekly        | Lauréat  | [ 47 ] |